# William Acto
Willian Acto (1813 - 1875) fue un médico inglés especialista en el aparato genitourinario.
Abogó a favor de la regulación de la prostitución e influyó activamente en la proclamación de la ley sobre enfermedades contagiosas en 1866. Pretendió demostrar que las masturbación adolescente provocaba locura e imbecilidad y que generalmente la mujer no encontraba gratificante las relaciones sexuales. Sus ideas tuvieron gran influencia en su época y mucho más tarde, pese a lo erróneo de sus proposiciones.

## Obras
- La prostitución considerada en sus aspectos moral y sanitario, (1857).
- Tratado práctico de las funciones y desórdenes de los órganos reproductores.

- Datos: Q6167546